# Delta Columbae
Delta Columbae (91 Columbae) é uma estrela na direção da constelação de Columba. Possui uma ascensão reta de 06h 22m 06.85s e uma declinação de −33° 26′ 10.6″. Sua magnitude aparente é igual a 3.85. Considerando sua distância de 237 anos-luz em relação à Terra, sua magnitude absoluta é igual a −0.46. Pertence à classe espectral G7II.